# Izzis
Els izzis (o iziis) són els membres d'un sub-grup ètnic igbo que viuen a les LGAs d'Abakaliki, Ezza, Ohaozara i Ishielu, a l'estat d'Ebonyi i la LGA d'Okpokwu de l'estat de Benue. El seu codi ètnic, en el joshuaproject és el NAB59h. Hi ha 584.000 izzis (Segons l'ethnologue el 2012 hi havia 540.000 izzis). Segons l'Ethnologue, a part de les LGAs d'Ebonyi esmentades, els izzis viuen a la LGA d'Ado, a l'estat de Benue i a la LGA de Yala, a l'estat de Cross River. Els izzis parlen la llengua izii, una llengua igbo. El 98% dels 526.000 izzis són cristians; d'aquests, el 80% són protestants i el 20% pertanyen a esglésies cristianes independents. El 2% dels izzis restants creuen en religions tradicionals africanes.